# Aduk
Aduk est un village du Cameroun situé dans le département du Boyo et la Région du Nord-Ouest. Il fait partie de l'arrondissement (commune) de Fundong.

## Population
Lors du recensement national de 2005, 2 187 habitants y ont été dénombrés.
Une étude locale de l'année 2012 évalue la population d'Aduk à 2 484 personnes .

## Environnement
Aduk se retrouve dans une zone forestière protégée par les autorités de la commune de Fundong .

## Eau et Énergie
L'eau potable est disponible dans le village bien que cela ne soit pas fonctionnel quotidiennement ; du coup les habitants se contentent de l'eau communautaire .

## Éducation
Aduk dispose de certaines infrastructures scolaires, d'autres ont besoin d'une réhabilitation :
- plusieurs écoles primaires publiques[5] ;
- un établissement public général de premier et second cycles, anglophone[6].

## Santé publique
Un hôpital public, le Integrated Health Center Aduk, est installé dans le village d'Aduk, cela permet aux villageois de bénéficier des soins de première nécessité .